# Eduardo Gordon
Eduardo Mario Gordon Moreau (Montevideo, 25 maggio 1928 – ...) è stato un cestista uruguaiano.

## Carriera
Con l'Uruguay ha disputato i Giochi olimpici di Londra 1948.